# Topper (serie televisiva)
Topper è una serie televisiva statunitense in 78 episodi trasmessi per la prima volta nel corso di 2 stagioni dal 1953 al 1955.
È una sitcom a sfondo fantastico incentrata sulle vicende di un uomo che scopre che la sua nuova casa è infestata dai fantasmi. È basata su un romanzo di Thorne Smith e sul film La via dell'impossibile (Topper) del 1937.

## Trama
Cosmo Topper, vicepresidente di una banca, e la moglie Henrietta vivono a Los Angeles dove hanno appena comprato una casa appartenuta ad una giovane coppia, George e Marion Kerby (Robert Sterling e Anne Jeffreys, marito e moglie nella vita reale), morti dopo un incidente con il loro cane San Bernardo, Neil. Topper scopre che la sua nuova abitazione è infestata dagli occupanti precedenti e dal cane Neil, amante dei superalcolici, e che lui è l'unico in grado di vederli o sentirli. I fantasmi sono causa di strani e divertenti eventi e dell'imbarazzo che Cosmo deve cercare di giustificare nei confronti degli altri.

## Personaggi e interpreti
- Marion Kerby, interpretata da Anne Jeffreys
- George Kerby, interpretato da Robert Sterling
- Cosmo Topper, interpretato da Leo G. Carroll
- Henrietta Topper, interpretata da Lee Patrick
- Mr. Schuyler, interpretato da Thurston Hall
- Katie, interpretata da Kathleen Freeman
- Thelma Gibney, interpretata da Mary Field
- Dottor Lang, interpretato da Frank Ferguson
- Sudbury, interpretato da Douglas Wood

## Produzione
La serie fu prodotta da Columbia Broadcasting System e girata negli Hal Roach Studios a Culver City in California. Il marchio di sigarette RJ Reynolds Tobacco fu sponsor della serie e i Kerby fumano in ogni episodio, come richiesto dalla Reynolds.

### Registi
Tra i registi sono accreditati:
- Lew Landers in 11 episodi (1954-1955)
- Paul Landres in 5 episodi (1954)
- Philip Rapp in 3 episodi (1953-1954)
- Leslie Goodwins in 2 episodi (1954-1955)

### Sceneggiatori
Tra gli sceneggiatori sono accreditati:
- Thorne Smith in 78 episodi (1953-1955)
- George Oppenheimer in 25 episodi (1953-1955)
- Philip Rapp in 19 episodi (1954-1955)
- Robert Riley Crutcher in 17 episodi (1954-1955)
- Stephen Sondheim in 11 episodi (1953-1954)
- Stanley Davis in 3 episodi (1954-1955)
- Donn Mullally in 3 episodi (1954-1955)
- Elon Packard in 3 episodi (1954-1955)
- Norman Paul in 2 episodi (1954-1955)
- Robert Thomsen in 2 episodi (1954)

## Distribuzione
La serie fu trasmessa negli Stati Uniti dal 9 ottobre 1953 al 15 luglio 1955 sulla rete televisiva CBS.

## Episodi
| Stagione         | Episodi | Prima TV USA |
| ---------------- | ------- | ------------ |
| Prima stagione   | 39      | 1953-1954    |
| Seconda stagione | 39      | 1954-1955    |